# Гудзь Людмила Василівна
Людмила Василівна Гудзь (Пазич) (10 вересня 1969) — радянська спортсменка, гандболістка, бронзова призерка Олімпіади 1992 року.

## Біографія
Народилась 10 вересня 1969 року. Виступала за радянський гандбольний клуб «Кубань» (Краснодар).
У складі збірної Об'єднаної команди на літніх Олімпійських іграх 1992 року стала бронзовою призеркою. Зіграла всі п'ять матчів і забила п'ять голів.